# Villaviudas
Villaviudas település Spanyolországban, Palencia tartományban. Villaviudas Villamediana, Torquemada, Hornillos de Cerrato, Baltanás, Valle de Cerrato és Reinoso de Cerrato községekkel határos. Lakosainak száma 366 fő (2024).

## Népesség
A település népessége az elmúlt években az alábbi módon változott:
| Lakosok száma | 465  | 423  | 389  | 383  | 394  | 380  | 379  | 357  | 361  | 366  |
|               | 2001 | 2004 | 2007 | 2009 | 2012 | 2014 | 2017 | 2019 | 2022 | 2024 |